# رود نپا

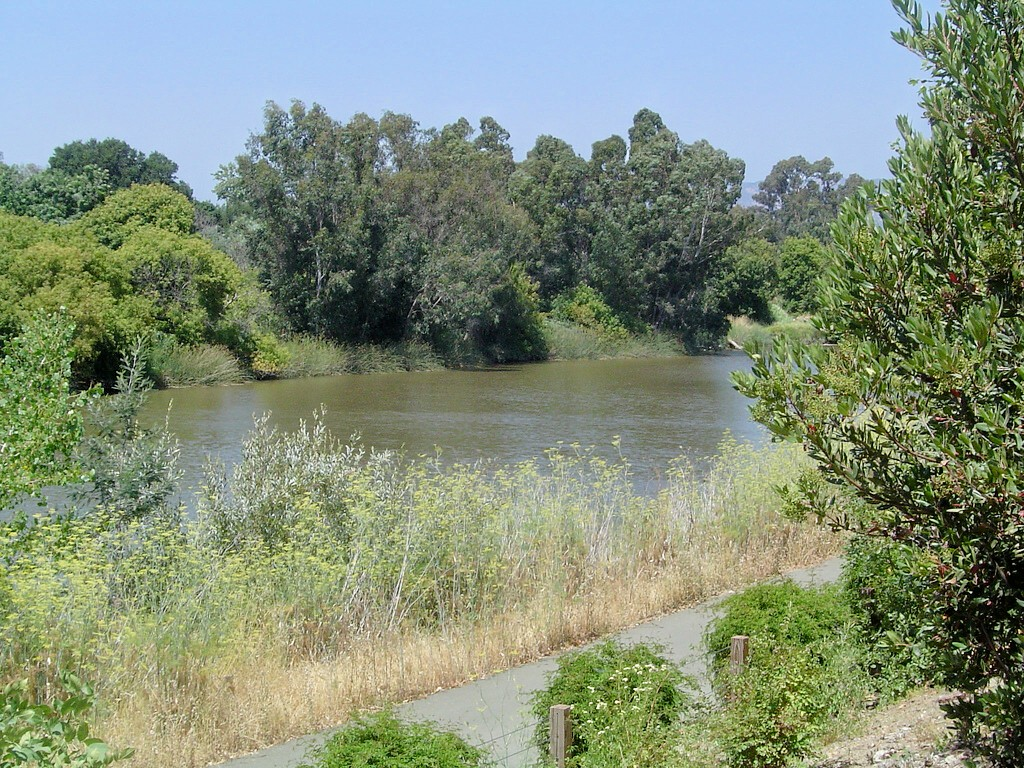
رود نپا در نپا

رود نَپا (به انگلیسی: Napa River) با طول تقریبی ۸۹ کیلومتر واقع در ایالت کالیفرنیا در آمریکا می‌باشد. این رود یکی از مناطق تولید شراب به نام دره نپا واقع در کوه‌های شمال شرقی سانفرانسیسکو را تغذیه می‌کند.
این رود از سنت مونت هلنا در رشته‌کوه‌های مایاکاماس شروع شده و به خلیج سن پابلو می‌ریزد.